# Крабаль, Жак
Жак Крабаль (фр. Jacques Krabal; 10 апреля 1948, Эпье, Эна, Франция) — французский политик, бывший депутат Национального собрания Франции, член Радикальной левой партии (РЛП), мэр города Шато-Тьерри.

## Биография
Родился 10 апреля 1948 года в посёлке Эпье департамента Эна, Франция.
На протяжении 25 лет, с 1983 по 2008 год, Жак Крабаль был мэром посёлка Браль, а в 2008 году возглавил список левых на муниципальных выборах в Шато-Тьерри и одержал победу. После этого он стал кандидатом левых на выборах в Национальное собрание 2012 года по 5-му избирательному округу департамента Эна и сумел одержать победу, опередив во 2-м туре кандидатов Союза за народное движение Изабель Вассёр и Национального фронта Франка Бриффо.
На муниципальных выборах 2014 года, в целом неудачных для левых, сумел сохранить за собой пост мэра Шато-Тьерри.
На президентских выборах 2017 года Жак Крабаль поддерживает Эмманюэля Макрона. Присоединившись к его движению «Вперёд, Республика!», он становится его кандидатом на выборах в Национальное собрание 2017 года и переизбирается депутатом во 2-м туре с 57,9 % голосов против кандидата Национального фронта. В силу требования закона о невозможности совмещения мандатов 5 июля 2017 года он уходит в отставку с поста мэра Шато-Тьерри.
В Национальном собрании Франции Жак Крабаль был членом Комиссии по устойчивому развитию и территориальному планированию. 

## Занимаемые выборные должности
- 1983—2008 — мэр коммуны Браль
- март 1992 — 3 февраля 2013 — член Генерального совета департамента Эна от кантона Шато-Тьерри
- 25 марта 2008 — 5 июля 2017 — мэр города Шато-Тьерри
- 18 июня 2012 — 21 июня 2022 — депутат Национального собрания Франции от 5-го избирательного округа департамента Эна